# Римы (посёлок)
Римы (укр. Рими) — исчезнувший посёлок, в составе Южненского сельсовета (Ичнянский район, Черниговская область, Украина).
Код КОАТУУ — 7421789205. Население по данным 1986 года составляло 30 человек.
Посёлок ликвидирован в 1997 году .

## Географическое положение
Посёлок Римы находился в 0,5 км от села Южное.
Через посёлок проходили автомобильные дороги Т-2515 и Т-2529.

## История
- 1997 — посёлок ликвидирован [1].